# Louis van Waefelghem
Louis van Waefelghem (Bruges, 13 de gener de 1840 - París, 19 de juny de 1908) fou un violinista i compositor belga.
Estudià el violí al Conservatori reial de Brussel·les, sota la direcció de Meerts, i la composició amb Fétis. El 1863, i no bastants els triomfs assolits com a concertista de violí, abandonà aquest instrument per a dedicar el seu extraordinari talent d'executant a la viola d'amor. Va arribar a senyalar-se amb pocs anys com el primer dels solistes d'aquest llavors quasi oblidat instrument.
Constituí nombroses agrupacions per l'execució de música de cambra, i va figurar entre les principals i més famoses les titulades Unió Musical formada per Joachim, Auer, Vieuxtemps, Sarasate i Sivori, que inicià els seus concerts vers l'any 1872; el Quartet Marsik, amb Rémy i Delsart; el Quartet Musin, amb Metzger i Gucht; i la Société des Instruments Anciens, amb Grullet, Diémer i Delsart, en totes les quals hi figurà com a eminent solista de Viola.
Aquesta última agrupació, especialment, corregué tot Europa amb èxit constant. Waefelghem publicà moltes obres per a viola i viola d'amor, sent entre les últimes les més conegudes la melodia titulada Soir d'automne, per a viola d'amor o viola, i una Pastorale i Révérie, per a violí, amb acompanyament de piano.